# Meseta de Somuncurá

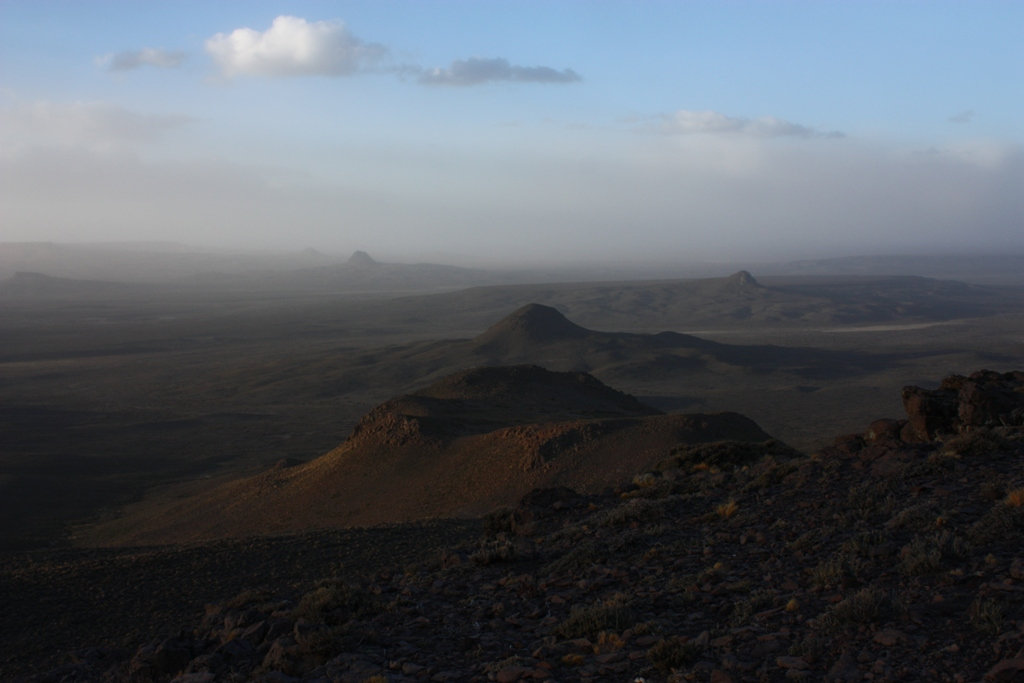
Aspect de la Meseta de Somuncurá en 2014.

La Meseta de Somuncurá en Patagonie argentine occupe un vaste territoire au centre-sud de la province de Río Negro et au nord de celle du Chubut. C'est dans ce pays une vaste zone protégée de 13 000 à 15 000 km2.

## Géographie

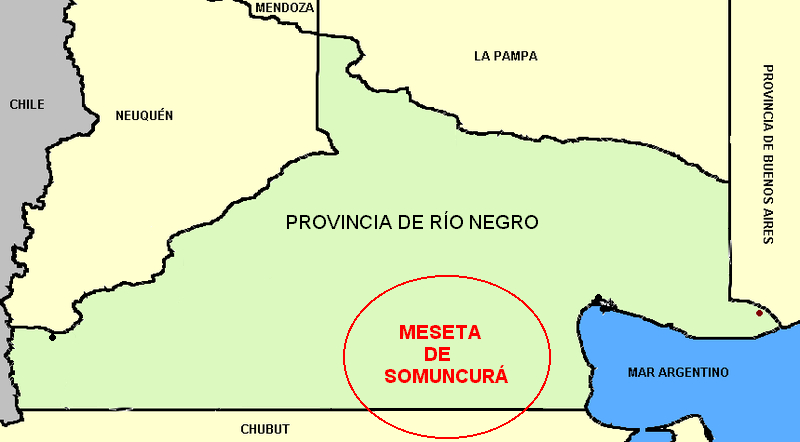
Situation.

C'est un haut plateau basaltique, avec des cônes d'anciens volcans et des montagnes pouvant aller jusqu'à 1 900 mètres d'altitude, comme le Cerro Corona. Entre ces sommets on trouve des lagunes temporaires. 
La meseta présente de nombreux cañons appelés localement rincones, par où s'écoulent les ruisseaux et les torrents qui les ont créés.

La meseta fut jadis et à plusieurs époques, recouverte par la mer. Les restes de bivalves et de faune marine que l'on y trouve en sont la preuve, ainsi que les formes typiquement marines formées par les eaux au fil des siècles : golfes, caps, pointes rocheuses et baies, aujourd'hui asséchés.

## Réserve provinciale
La région de Somuncurá présente un grand intérêt géologique, climatique, biologique et écologique, et des caractéristiques uniques en Patagonie argentine.

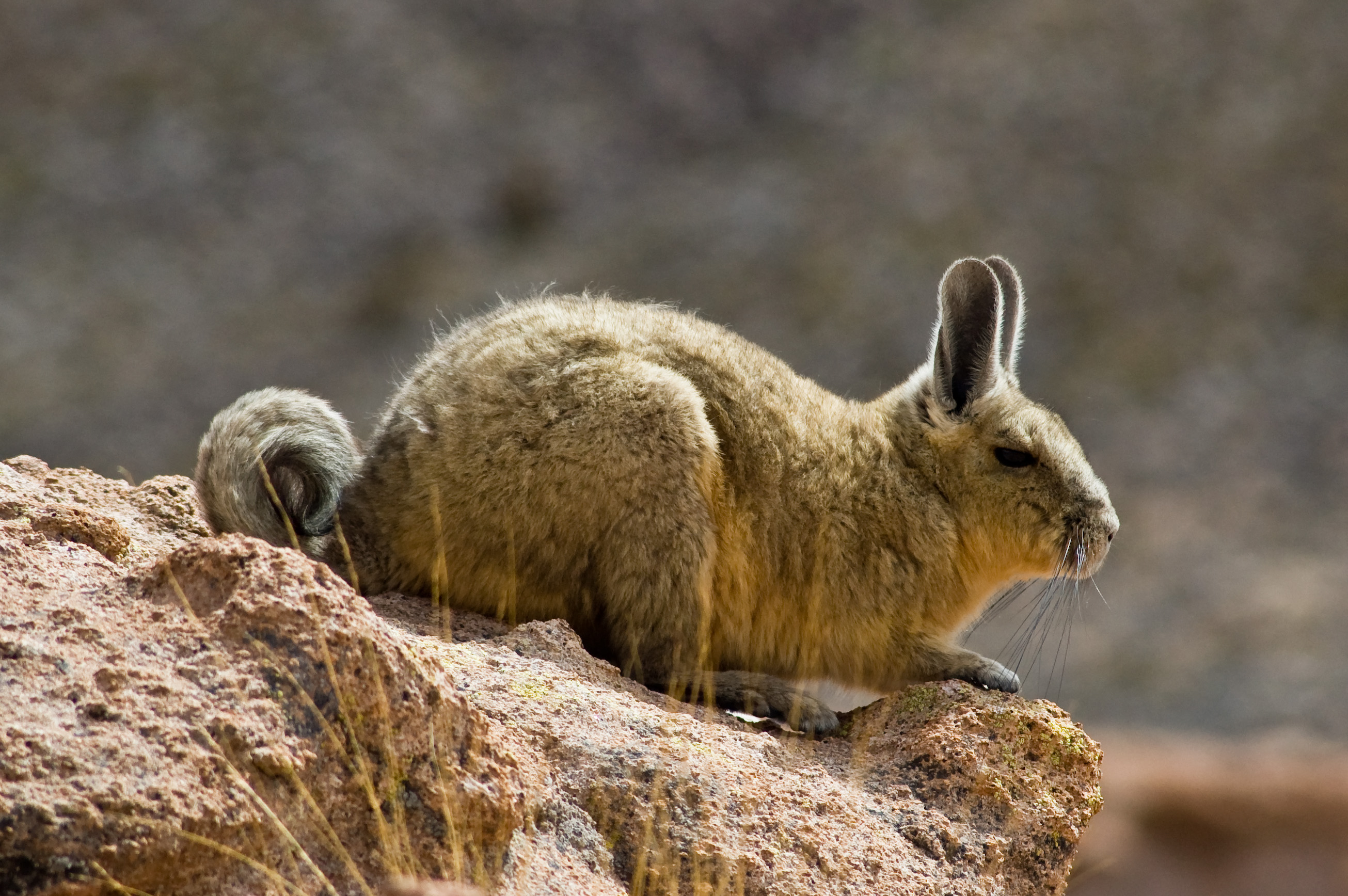
La vizcacha montanera ou chinchillón (Lagidium viscacia).

La zone est d'un grand intérêt biologique du fait de l'existence d'espèces et de sous-espèces végétales et animales endémiques, comme la mojarra desnuda (Gymnocharacinus bergii, un petit poisson characin), le petit lézard des rochers, la grenouille de Somuncurá, et un habitant des rochers : le pilquín ou chinchillón.
C'est ainsi qu'en 1993 fut approuvée la Ley de Áreas Naturales Protegidas (Loi des aires naturelles protégées), et que lui fut donné le titre de Réserve provinciale.

## Toponymie
Somuncurá provient de la langue mapuche et signifie pierre qui sonne ou qui parle. Ceci semble être en relation avec le son des roches, majoritairement basaltiques, en relation avec le bruit du vent.

## Proches localités
- Aguada Cecilio
- Valcheta en province de Río Negro
- Chipauquil
- Ministro Ramos Mexía
- Rincón Treneta
- Sanjón Yaminué
- Los Menucos
- El Caín
- Cona Niyeu
- Gan Gan
- Telsen en province de Chubut